# Péri László
Péri László, 1916-ig Weisz László (Budapest, Terézváros, 1899. június 13. – London, 1967. január 19.) szobrász, festő, építész, az európai avantgárd kiemelkedő alakja.

## Élete
Weisz Manó szabómester és Goldstein Amália gyermekeként született. 1916-ban tagja lett a Galilei Körnek. 1918-tól szobrászatot tanult, és csatlakozott a Kassák Lajos vezette MA köréhez, de nem képzőművészként, hanem a szavalógárda tagjaként. 1919-ben a Tanácsköztársaság leverésekor Csehszlovákiában tartózkodott egy vándorszíntársulattal. Bécsen át Franciaországba emigrált, és sohasem tért vissza Magyarországra. Párizsban baloldali mozgalmakkal tartott kapcsolatot, tiltakozott a magyarországi fehérterror ellen. A francia rendőrség az ország elhagyására kényszerítette.
1920-1921 táján – a pontos dátum ismeretlen – a Szovjetunióba utazott, ahol munkáslakótelepek tervezésében vett részt. 1922 februárjában Moholy-Nagy Lászlóval közösen a Der Sturm galériájában állított ki. A katalógus 9 festményét, 6 rajzát, 3 beton- és 2 fakompozícióját említi. Ezek közül egy a Berni Múzeum Walden hagyatékában található, a többi alkotás sorsa nem ismert. 1923-ban Moholy-Naggyal újabb közös kiállítást rendeznek a Der Sturm-ban, ekkor már Berlinben él. Az 1922-23 során készített kollázsait a Sturm kiadta. Képeinek sorsáról keveset tudni, egy nagyméretű festménye Katherina Dreier-től a Yale Egyetem gyűjteményébe került.
1924-ig dolgozott konstruktivista művészként. 1925-től építészként tevékenykedett, néhány szemeszteren át a berlini egyetemnek is a hallgatója volt.1925. január 9-én Berlinben házasságot kötött Matskási Antóniával.
1929-ben, miután az építészeti rutinmunka a kedvét vette, visszatért a képzőművészethez, ezen belül a figurális ábrázoláshoz. Ennek okaként egy helyütt azt említi, hogy a konstruktivizmus nem képes az emberi érzelmeket és viszonyokat megfelelően ábrázolni. Ettől függetlenül konstruktivista kutató, újító, kísérletező munkamódszerét nem adta fel, 1955-től például poliésztergyantával és üvegfonállal kísérletezett.
1933-ban feleségével London Hampstead negyedében telepedett le. 1939-ben brit állampolgárságot kapott, ekkor nevét Peter Peri-re változtatta. Historizáló grafikai sorozatokat alkotott, Jonathan Swift Gulliver utazásai című művéhez készített illusztrációi a British Library gyűjteményébe kerültek. Számos középületre, illetve köztérre rendeltek nagyméretű szobrokat tőle.
Élete utolsó szakaszában csatlakozott a kvékerek keresztény vallási mozgalmához. 1967-ben halt meg.

## Hitvallása

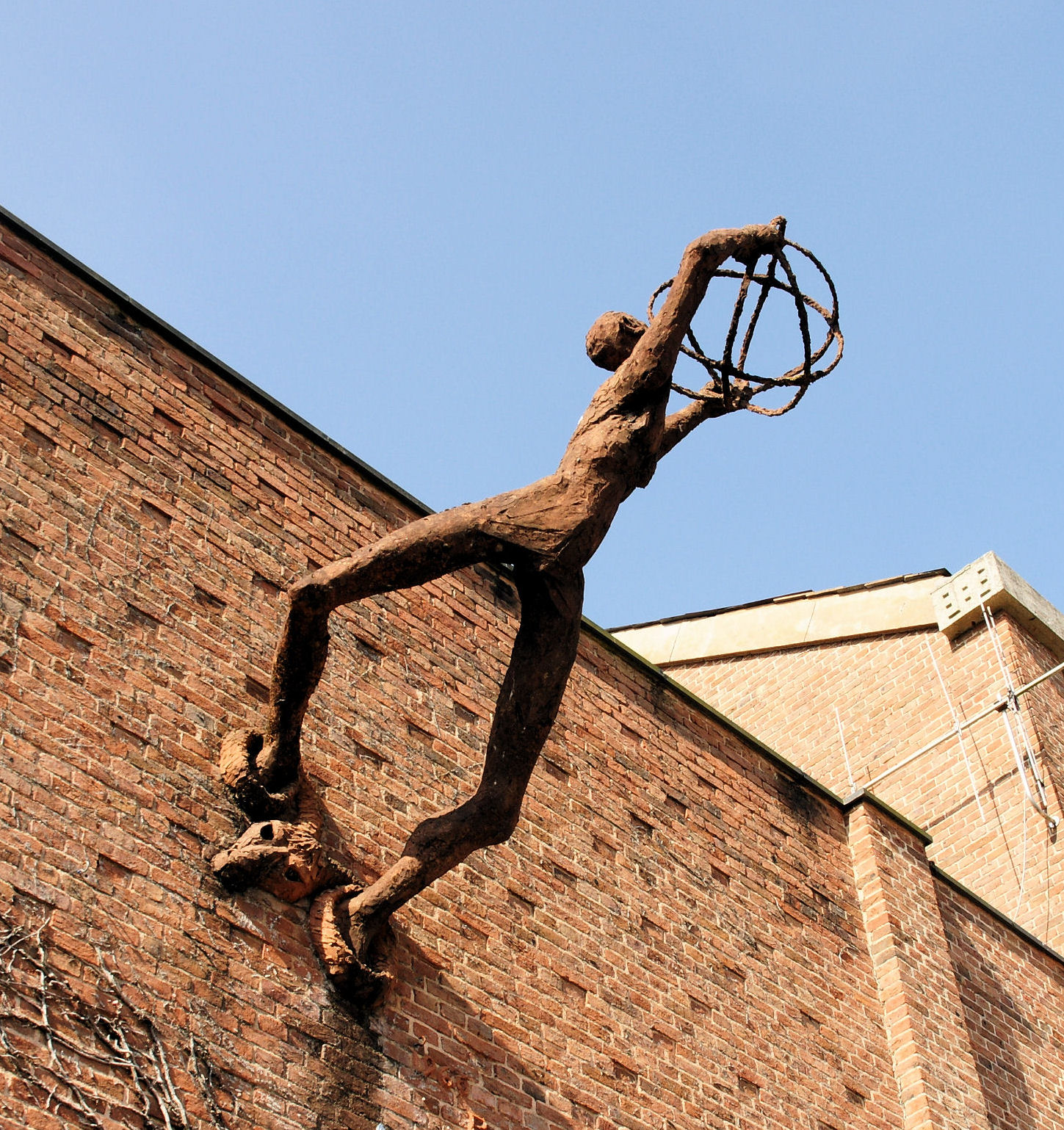
Man of the World (1959), University of Exeter

Péri László Londonban, 1962-ben így írt: „Az emberi faj visszafejlődését jelentené, ha művészetélvezetünk csak a szín- és formaharmóniákra, vagy szín- és formaminták bombasztikus trükkjeire korlátózódna. A művészet az emberek javára készült. Az emberi életek és az ő kapcsolataik egymással nincs kimerítve mint téma, és nem is lesz soha. Új anyagok és új technikák várnak még kikísérletezésre, amelyekkel ki tudjuk fejezni életünket egy újfajta módon. Az emberek azok, akik a művészet fő tárgyai maradnak, mivel az emberek azok, akik a történelmet csinálják.”

## Vélemények róla
Haláláig baloldali elkötelezettségű, humanista művész volt. Méltatói legjelentősebb korszakának az 1920-1924 közötti konstruktivista időt tartják. Korszakos újítása a hagyományos négyszög-képformát elhagyó, festett beton- és farelief volt. E művek közül több csak modellként készült el, illetve csak kevés maradt meg közülük. Újítása mintegy négy évtizeddel előzte meg az amerikai Frank Stella „shaped canvas” elnevezésű képformáját.
- Hans Richter dadaista művész emlékezése szerint Péri fantasztikusan nagy képei nyomatékosan egyszerű szépségükkel hatottak, és arra emlékeztettek, ahogy ma a „környezetművészek” (environment artists) nagy konstrukciókat három dimenzióval, térbelileg megosztanak.
- Erich Bucholz konstruktivista festő Pevsnert, Rodcsenkót, Périt és a magyarokat hídnak nevezi az orosz konstruktivizmus és a berlini avantgárd között.
- Beke László művészettörténész szerint kései művészete egyfajta szintézis, mert életműve tengelyesen szimmetrikus: kiindul a figurákból, és hozzájuk jut vissza, miközben az absztrakt formákban átlényegíti őket.
- Passuth Krisztina művészettörténész az európai avantgárd egyik kiemelkedő alakjának nevezi.

Műveit többek között a British Museum, a Victoria and Albert Museum, a chicagói Modern Museum of Arts és a párizsi Georges Pompidou Központ őrzi. 2013-ban László Károly műgyűjtő hagyatékával egy műve Veszprémbe került.

## Péri és a MADI
Bár élete egy szakaszában felhagyott a konstruktivista művek alkotásával, a MADI művészeti mozgalom mégis példaképét, egyik elődjét látja benne, konstruktivista örökségét ápolja és fejleszti. A MADI art periodical-ban megjelent interjúkban Carmelo Arden Quin és Bolivar Gaudin is elismerően szól róla.